# André Gomes (Handballspieler)
André Dias Lopes Gomes (* 27. Juli 1998 in Braga, Portugal) ist ein portugiesischer Handballspieler. Der 1,92 m große linke Rückraumspieler spielt für den rumänischen Verein Dinamo Bukarest und steht im Aufgebot der portugiesischen Nationalmannschaft.

## Karriere

### Verein
André Gomes begann mit dem Handballsport in seiner Heimatstadt beim Académico Basket Clube. Ab 2015 gehörte der Rechtshänder zur ersten Mannschaft. Gleich in seiner Premierensaison triumphierte er mit Braga in der Andebol 1 sowie im EHF Challenge Cup, in dem er als 17-Jähriger 30 Tore in zwölf Spielen erzielte. In seiner zweiten Spielzeit folgte der Gewinn des portugiesischen Pokals. Daraufhin nahm ihn der FC Porto unter Vertrag, mit dem er 2019 und 2021 jeweils das Double gewann. International erreichte er mit Porto das Final Four im EHF-Pokal 2018/19 sowie das Achtelfinale in der EHF Champions League 2020/21. Zur Saison 2021/22 wechselte Gomes zum deutschen Bundesligisten MT Melsungen. Im Juli 2023 wurde sein bis 2024 gültiger Vertrag in beiderseitigem Einvernehmen aufgelöst. Daraufhin unterschrieb er einen Einjahresvertrag beim saudi-arabischen Verein Al Safa Sports Club. Im Februar 2024 wechselte er nach Rumänien zu Dinamo Bukarest. Mit Bukarest gewann er 2024 die rumänische Meisterschaft sowie den rumänischen Pokal.

### Nationalmannschaft
In der portugiesischen Nationalmannschaft debütierte André Gomes in der Qualifikation zur Europameisterschaft 2020 am 24. Oktober 2018 beim 21:13-Sieg gegen Rumänien. Er gehört zur aufstrebenden portugiesischen Generation, die bei der Europameisterschaft 2020 mit dem 6. Platz das beste Ergebnis ihrer Historie feiern konnte. Bei der Weltmeisterschaft 2021 folgte ein zehnter Rang. Durch einen Sieg über Frankreich in der Schlusssekunde des Qualifikationsturniers qualifizierte sich Portugal zum ersten Mal für die Olympischen Spiele in Tokio, wo er mit den roten Drachen nicht an die zuvor gezeigten Leistungen anknüpfen konnte und in der Vorrunde ausschied. Er bestritt bisher 60 Länderspiele, in denen er 158 Tore erzielte.

### Erfolge
- mit dem Académico Basket Clube
  - Portugiesischer Meister: 2016
  - Portugiesischer Pokalsieger: 2017
  - EHF-Challenge-Cup-Sieger: 2016

- mit dem FC Porto
  - Portugiesischer Meister: 2019 und 2021
  - Portugiesischer Pokalsieger: 2019 und 2021
  - Portugiesischer Supercupsieger: 2019

- mit Dinamo Bukarest:
- Rumänischer Meister: 2024
- Rumänischer Pokalsieger: 2024

- mit der Nationalmannschaft
  - Olympische Spiele: 9. Platz 2020
  - Weltmeisterschaften: 10. Platz 2021
  - Europameisterschaften: 6. Platz 2020

## Privates
Sein Vater Jorge Gomes da Silva Filho stammt aus Brasilien und kam 1975 als Fußballprofi nach Portugal.